# 葛野村
葛野村（かどのむら）は、兵庫県氷上郡にあった村。現在の丹波市氷上町の北西部にあたる。

## 地理
- 山岳：篠ヶ峰、カヤマチ山
- 河川：葛野川、清住谷川

## 歴史
- 1889年（明治22年）4月1日 - 町村制の施行により、下新庄村・上新庄村・下村・中村・三方村・中野村・三原村・大谷村・長野村・柿芝村（飛地を除くおよび柿柴町の飛地の区域をもって発足。
- 1955年（昭和30年）7月23日 - 成松町・沼貫村・幸世村・生郷村と合併して氷上町が発足。同日葛野村廃止。